# 2015년 아시안컵 야구 대회
2015년 아시안컵 야구 대회는 제27회 아시아 야구 선수권 대회의 예선 대회로 동부지역과 서부지역으로 나뉘어서 열리고 각각 두 지역의 상위 순위팀이 아시아 야구선수권대회의 본선진출 자격을 얻는다.
서부지역 아시안컵(제12회 서아시안컵 야구대회)은 2015년 2월 23일부터 2월 28일까지 파키스탄 이슬라마바드에서 개최되었고 동부지역 아시안컵(제11회 동아시안컵 야구대회)은 2015년 5월 3일부터 5월 8일까지 인도네시아 자카르타에서 개최되었다.

## 참가국
서아시아 지역
- 파키스탄（개최국)
- 인도
- 이란
- 이라크
  -  아프가니스탄 - 참가는 했으나 부정 선수 자격 문제로 실격

동아시아 지역
- 인도네시아（개최국）
- 필리핀
- 태국
- 홍콩
- 싱가포르
- 스리랑카[1]

## 경기결과

### 서아시안컵 대회
| 국가     | 승 | 패 | 승률  | 득점 | 실점 |
| -------- | -- | -- | ----- | ---- | ---- |
| 파키스탄 | 3  | 0  | 1.000 | 43   | 0    |
| 이란     | 2  | 1  | .667  | 45   | 4    |
| 인도     | 1  | 2  | .333  | 20   | 26   |
| 이라크   | 0  | 3  | .000  | 4    | 58   |

| 2015 서아시아컵 야구 대회 |
| ------------------------- |
| 파키스탄 5번째 우승       |

### 동아시안컵 대회

#### 예선라운드
| 국가       | 승 | 패 | 승률  | 득점 | 실점 | 비고  |
| ---------- | -- | -- | ----- | ---- | ---- | ----- |
| 필리핀     | 5  | 0  | 1.000 | 29   | 5    |       |
| 인도네시아 | 3  | 2  | .600  | 44   | 26   | 15-11 |
| 스리랑카   | 3  | 2  | .600  | 31   | 14   | 10-9  |
| 홍콩       | 3  | 2  | .600  | 28   | 27   | 9-14  |
| 태국       | 1  | 4  | .200  | 23   | 36   |       |
| 싱가포르   | 0  | 5  | .000  | 10   | 55   |       |

#### 결승전
| 2015년 5월 8일 | 인도네시아 | 0 : 10 (8회) | 필리핀 | 자카르타, 세나얀 필드 |
| 2015년 5월 8일 | 리포트     |              |        | 자카르타, 세나얀 필드 |

| 2015 동아시아컵 야구 대회 |
| ------------------------- |
| 필리핀 4번째 우승         |